# Ökologischer Fehlschluss

Colemansche Badewanne. Ein Ökologischer Fehlschluss ist der Schluss von (1) auf (4), wenn (2) zu (3) nicht gilt.

Ein Ökologischer Fehlschluss ist ein Fehlschluss in der Statistik, oft in Sozialwissenschaften, bei dem auf Basis von Aggregatdaten, die Merkmale eines Kollektivs abbilden, unzulässigerweise auf Individualdaten geschlossen wird.
„Ökologisch“ bedeutet hier „kollektiv“ und geht auf die Stadtökologie der Chicagoer Schule zurück. Der Begriff wurde 1950 vom Statistiker William S. Robinson (1913–1996) geprägt. 
Entsprechend der Colemanschen Badewanne (Makro-Mikro-Makro-Schema) werden Zusammenhänge zwischen Aggregatdaten-Variablen (Makroebene) so interpretiert wie Zusammenhänge auf der Individualebene (Mikroebene). Dies führt häufig zu falschen Ergebnissen. Der Ökologische Fehlschluss ist die Folge davon, dass einfach zu verstehende Mittelwerte verglichen werden, beispielsweise das Durchschnittsalter oder das Durchschnittsvermögen von Personen, statt der tatsächlichen Verteilung der einzelnen Messwerte.
Beispiel 1: Angenommen, in einem Wahlkreis sind 30 % Katholiken (1: Makro) und 30 % Wähler einer konservativen  Partei (4: Makro), während in einem anderen Wahlkreis 50 % Katholiken und 50 % Wähler einer konservativen Partei sind. Der postulierte Fehlschluss lautet: Katholiken wählen konservative Parteien. Das muss aber nicht sein, denn im Extremfall könnte sogar kein einziger Wähler einer konservativen Partei Katholik sein. Zu überprüfen wäre: (2: Mikro) Einzelne Menschen sind Katholiken. → (3: Mikro) Genau diese Menschen wählen eine konservative Partei.
Beispiel 2: Die Verteilung des Reichtums in einem Dorf und in einer Großstadt: Der Stadtbewohner ist im Durchschnitt reicher als der Dorfbewohner. Aber sehr oft sind die ärmsten Stadtbewohner ärmer als die ärmsten Dorfbewohner, weil die Stadt einen Zentrumseffekt ausübt und arme Menschen anzieht (z. B. soziale Einrichtungen in Städten, soziales Netzwerk unter den zahlreicheren Obdachlosen, die sich sowieso schon in der Stadt befinden). Durch die Anhäufung großer Reichtümer bei einer kleinen Elite ist dann sogar möglich, dass die meisten Stadtbewohner ärmer sind als der durchschnittliche oder arme Landbewohner.